# 니구아르다 병원

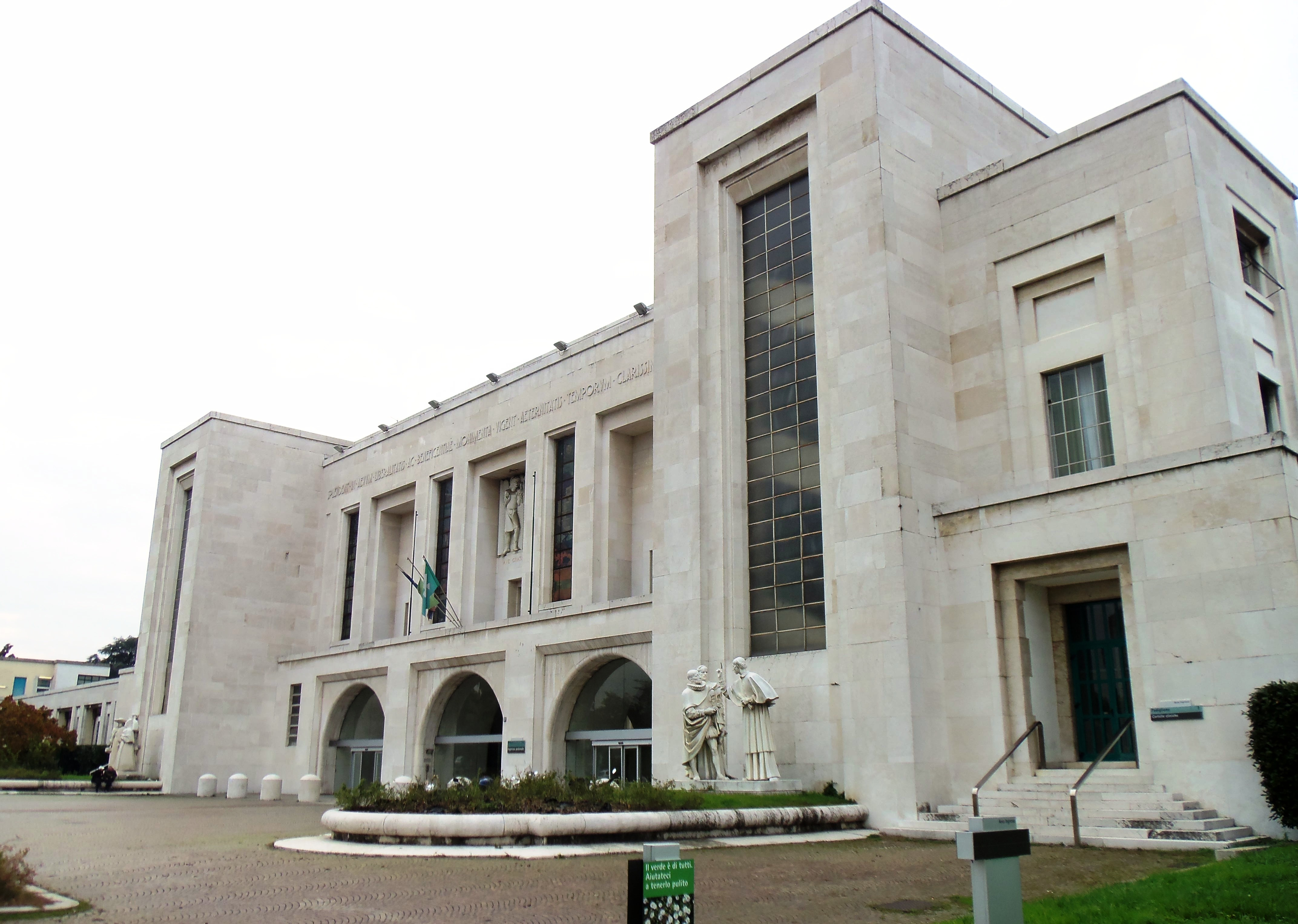

2017년까지 카 그란다 니구아르다 병원(이탈리아어: Ospedale Niguarda Ca' Granda)으로 불리고 일반적으로 니구아르다 병원(이탈리아어: Ospedale Niguarda, 영어: Niguarda Hospital)으로 알려진 니구아르다 대도시 대형병원(이탈리아어: Grande Ospedale Metropolitano Niguarda)은 1939년에 설립된 밀라노의 역사적인 병원이다. 이 병원은 롬바르디아 지역의 지역 의료 시스템의 일부인 지역 사회 건강 회사(ASST)이다. 원래 카 그란다 건물에 있었다.
니구아르다 병원은 이탈리아 밀라노에서 가장 중요한 병원 중 하나이며, 밀라노에서 가장 큰 병원이다.
뉴스위크의 World's Best Hospitals 2020에서 세계 47위, 이탈리아에서는 1위였다. World's Best Hospitals 2023에서는 세계 60위, 이탈리아 2위를 하였다.

## 역사
니구아르다 병원은 1939년 10월 3일에 개원하였다.
1994년 6월 30일에 "니구아르다 카 그란다" 병원이 병원 회사로 승인된 후 ASST로 승인되었다.

## 같이 보기
- 밀라노 대학교
- 밀라노 대학교 국제 의과 대학
- 카 그란다
- 밀라노 종합병원
- 유럽 종양학 연구소
- 니구아르다
- 밀라노 9구